# Haxepalka
Haxepalka, även haksepalka eller haaksipalka, var en del av den lappskatt som uttogs under 1600-talet. Skatten syftade till att täcka kostnaderna för att frakta de övriga skattevarorna till Stockholm – förleden haxe syftar på det mindre segelfartyg som vanligen användes vid sådana transporter.
Haxepalkan infördes 1642 men avskaffades i och med lappskattereformen 1695. Vanligen erlades den i form av ett par lappskor.